# Olympische Jugend-Sommerspiele 2014/Teilnehmer (Kap Verde)
| Gelbes Symbol für Goldmedaillen mit stilisierten Olympischen Ringen | Graues Symbol für Silbermedaillen mit stilisierten Olympischen Ringen | Braundes Symbol für Bronzemedaillen mit stilisierten Olympischen Ringen |
| ------------------------------------------------------------------- | --------------------------------------------------------------------- | ----------------------------------------------------------------------- |
| —                                                                   | —                                                                     | —                                                                       |

Die Jugend-Olympiamannschaft aus Kap Verde für die II. Olympischen Jugend-Sommerspiele vom 16. bis 28. August 2014 in Nanjing (Volksrepublik China) bestand aus 20 Athleten. Sie konnten keine Medaille gewinnen.

## Athleten nach Sportarten

### Fußball
Jungen
- 4. Platz
- Amilton Borges Silveira Mendonca
- Jose Luis Brito Fortes
- Ricardo da Luz Fortes
- Kelvin Delgado Medina
- Wilson Fernandes Teixeira
- Antonio Ferreira Vaz
- Jason Goncalves Rocha
- Joao Lopes Miranda
- Andradino Moniz Garcia
- Edgar Moreno Mendes
- Kenny Nascimento Gomes
- Dennis Oliveira Ribeiro
- Mario Pasquinha Evora
- Fabio Ramos de Brito
- Paulo Rebelo Figueiredo Soares
- Erick Silva Goncalves
- Tiago Vaz Fonseca
- Adilson Vaz Semedo

### Leichtathletik
Mädchen
- Paula Brito
400 m: 16. Platz

### Taekwondo
Mädchen
- Jocilene Costa
Klasse über 63 kg: Achtelfinale